# 汪岷

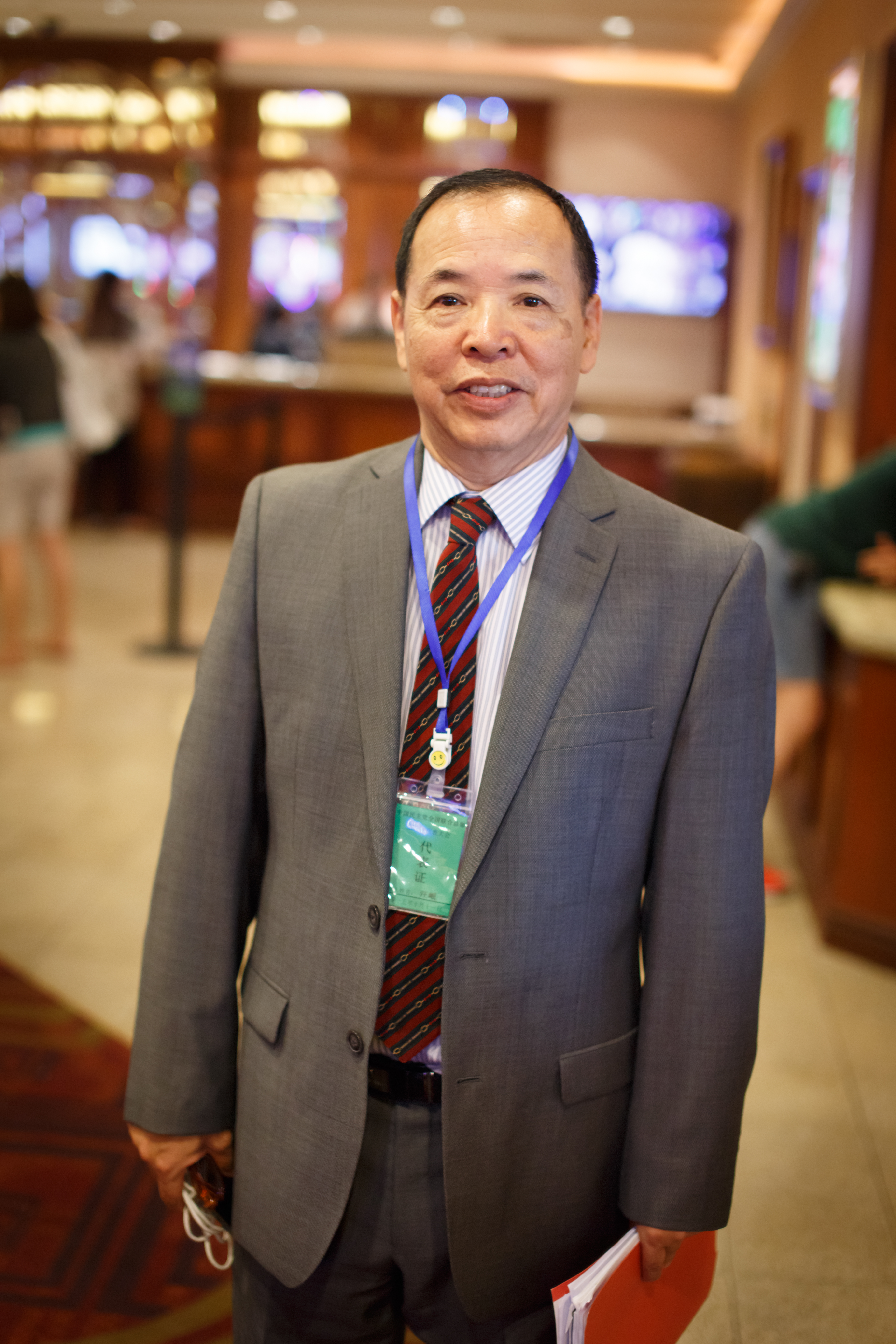
汪岷

汪岷（1947年—），原為廣州市第十六中學教師，中國大陸最早期的民主運動參與者之一，现任中国民主党全国联合总部主席。
1968年，因反对军训，被廣州市革命委員會以反革命宣傳罪「開除公職，實行群眾專政，就地勞動改造」長達8年。1979年西單民主牆時期是廣州地區大專院校地下民刊《未來》的主編之一，后被中共广东省委勒令停刊。
1980年代出國留學。1982年王炳章等中国留学生创办民运杂志《中国之春》，即参與第一期的加印和运送工作。第二期开始参加編辑工作，历任《中國之春》的编辑、主編、社長等职务。
1983年在大陸海外民运的第一个反对派组织中國民聯第一次代表大会中当選为副主席（王炳章为主席），后在胡平当主席时曾任總幹事。1998年任中國民主聯合陣線（民聯陣）主席，現在是理事长。
1998年在中国民主党创党期间，任中國民主黨海外籌委會秘書處負責人之一，並由王希哲（當时联总的共同主席为徐文立、王希括、王有才、秦永敏）作为介绍人宣誓入党。
汪岷长期为《中国之春》撰写社论、评论员文章和重要时評，著名的有：《民主政治现代化的笫一步》、《爱国的人们，警惕呵》、《林希翎应该再上诉》、《李一哲给后来人的几点启示》、《纪念西單民主墻5周年》、《中国党派政治的前途》、《论公民抗命权》及《论统一》等等。
汪岷40多年来从未缺席地参予大陆民运的各个时期各个阶段的实踐工作和组织工作，从1968、到1979、1989、1998，到2010年的茉莉花革命，遍布在如華尔街日报、美国之音、自由亚洲电台、世界日报、台湾中央日报、香港苹果日报、无綫电视台、亚视等等中外媒体上多有报道。是著名的民运组织家。
中国民主党全国联合总部于2015年10月13日在美国召开海外第三次代表大会并进行了换届选举，大会选举了汪岷为主席。2015年10月14日，《环球时报》点名攻击汪岷为“海外敌对势力”骨干分子。